# Mantispe commune
Mantispa styriaca
Espèce
La mantispe commune (Mantispa styriaca), ou mantispe de Styrie ou mantispe païenne, est une espèce d'insectes de l'ordre des névroptères, de la famille des mantispidés. 

## Description
Les adultes mesurent environ 25 mm de long. Leurs ailes membraneuses sont hyalines. Le corps est brun-roux, les yeux sont grands, globuleux et verts, très brillants. Les antennes sont filiformes, et sont généralement en mouvement sur le plan vertical, d'un battement régulier et alterné des deux antennes. Les pattes antérieures sont ravisseuses, comme celles de la mante religieuse, mais repliées, au repos, en arrière de la tête.

## Mode de vie

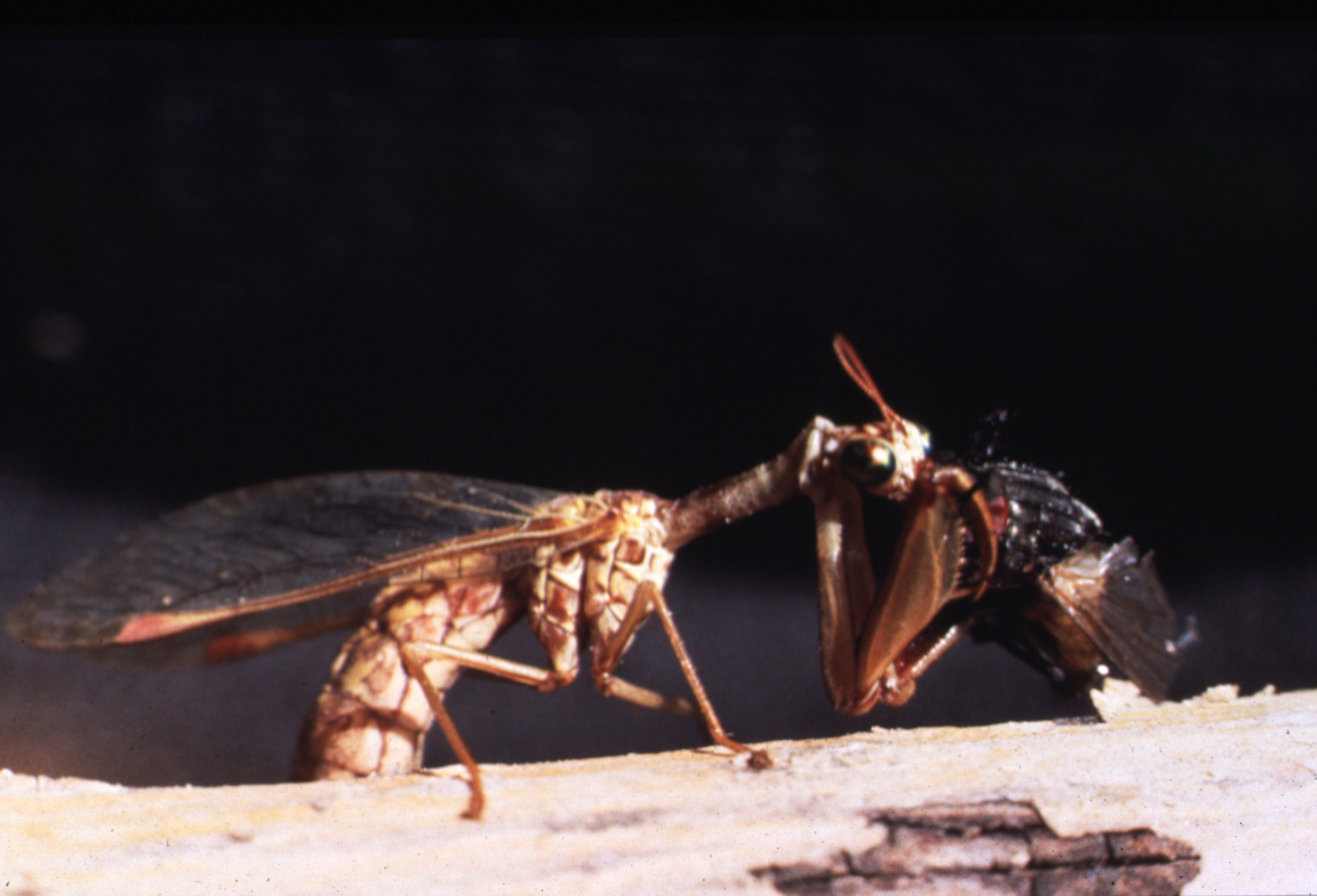
Mantispa styriaca mangeant une mouche.

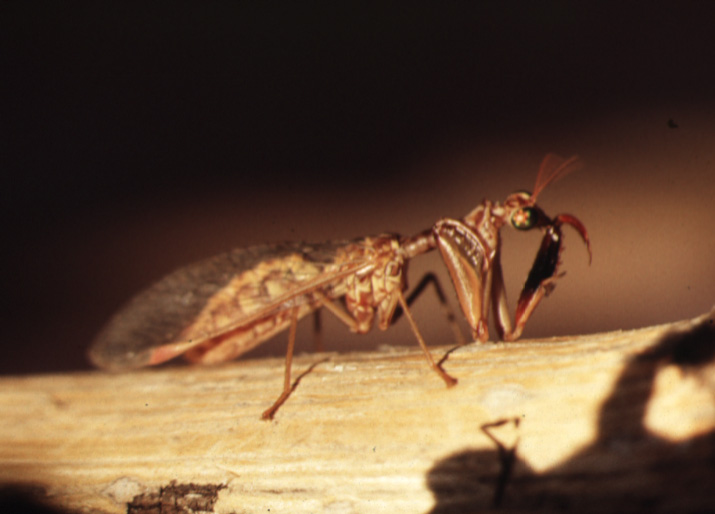
Mantispa styriaca nettoyant ses pattes ravisseuses après un bon repas. Filmée à faible vitesse de prises de vue, le mouvement de va-et-vient des antennes est mis en évidence.

On rencontre Mantispa styriaca dans les lieux chauds et secs, mais c'est un insecte assez rare. L'adulte se déplace maladroitement sur 4 pattes, et chasse à l'affût une fois installé. Il utilise pour cela ses pattes antérieures ravisseuses, très acérées, qu'il déploie d'un mouvement extrêmement rapide sur sa proie. Il peut capturer des proies de la taille d'une mouche (mouche domestique)[réf. nécessaire].
Les œufs sont pondus séparés les uns des autres, accrochés au support par un petit pédicelle, les larves se développent ensuite dans des oothèques d'araignées. Elles consomment en effet les œufs et les jeunes araignées, puis se nymphosent à l'intérieur de l'oothèque de l'araignée. Les larves sont aussi munies d'un jet contre les ennemis, ce jet blanc est laiteux.[réf. nécessaire]

## Répartition en France
L'espèce est présente en France mais principalement sur le pourtour méditerranéen. Elle a néanmoins été observée dans plusieurs départements au sud de la Loire et plus rarement au nord de cette frontière naturelle.

## Remarque
La ressemblance morphologique entre Mantispa styriaca et la mante religieuse (Mantis religiosa) illustre bien le phénomène d'évolution convergente : les deux insectes appartiennent à des ordres différents (névroptères et mantoptères) et ont donc suivi des voies d'évolution distinctes. Cependant, leurs pattes antérieures ravisseuses ont une forme très proche, ainsi que l'ensemble prothorax-tête. Cette forme apparaît donc comme un résultat identique de l'évolution sur des lignées différentes. Les autres familles de chacun des deux ordres n'ont pas développé de pattes ravisseuses. On en remarque par contre de très proches chez certaines punaises (hétéroptères).

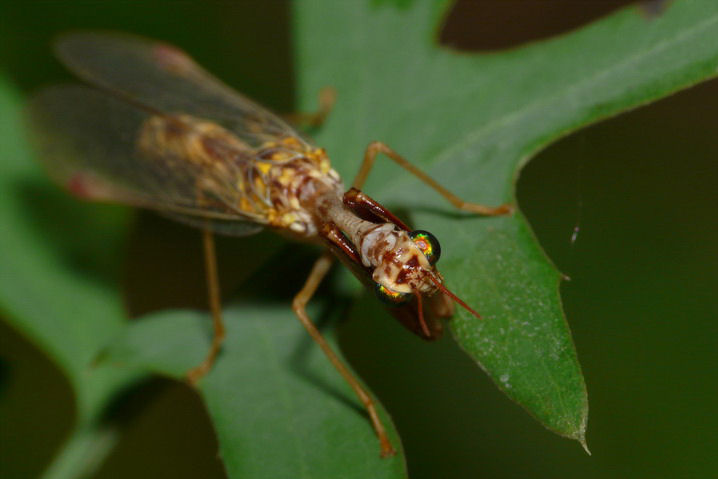
Mantispe commune.

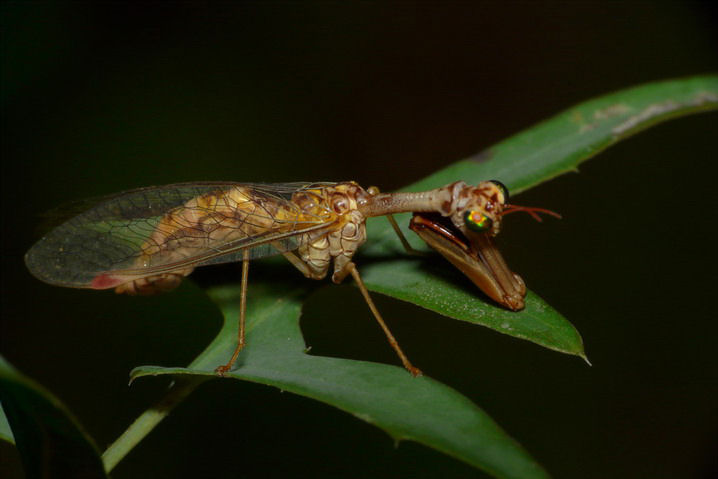
Mantispe commune.